# Кънтри
Кънтри музиката (на английски: country music – музика от страната), или само кънтри, е поджанр на музикалния жанр фолк музика, характерен най-вече за южните и западни Съединени американски щати.
В него са смесени елементи от народната музика с различен произход – африкански, келтски, госпъл и др. Терминът започва да се използва през 1940-те години. Кънтри музиката претърпява големи промени в звученето си, като в модерния ѝ вариант се използват съвременни музикални инструменти заедно с традиционните за стила.
Меката на кънтри музиката е град Нашвил, столицата на щата Тенеси, САЩ.
Сред най-популярните кънтри изпълнители са Джони Кеш, Доли Партън, Крис Кристофърсън, Кени Роджърс, Уили Нелсън и други. По-известни от последното поколение кънтри изпълнители са Брад Пейсли, Тейлър Суифт, Шаная Туейн, Кери Ъндърууд, Алън Джаксън и др.